# Pietro Francesco Alberti
Pietro Francesco Alberti (Sansepolcro, 1584 – Roma, 1638) è stato un pittore e incisore italiano del tardo Rinascimento e del primo barocco.

## Biografia

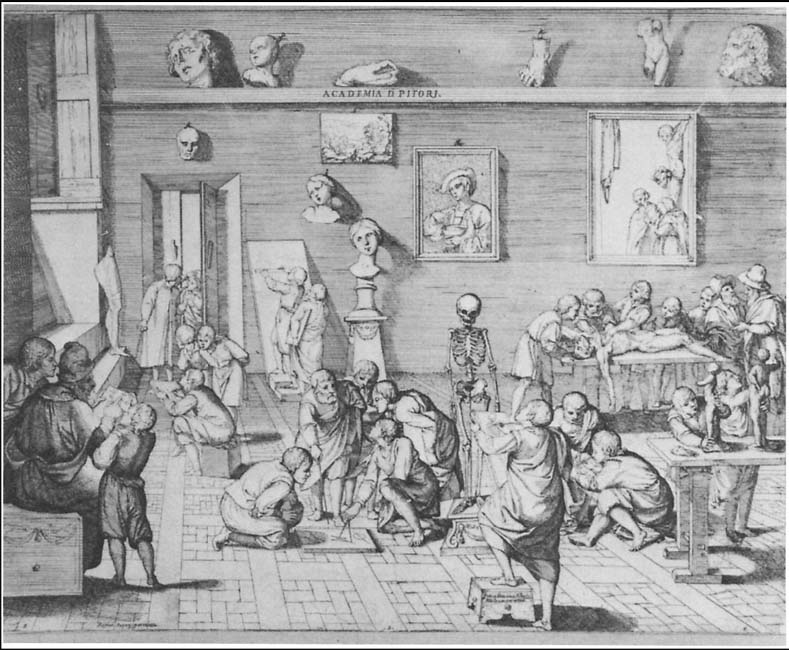
l'Accademia de' Pittori

Nacque a Sansepolcro in una famiglia di artisti, figlio del pittore Durante Alberti. Dipinse soggetti storici, nello stile di suo padre, e lasciò opere a Roma e nella sua città natale. Incise l'Accademia de' Pittori una grande stampa nel senso della lunghezza. Morì a Roma.